# Jelenščak
Jelenščak falu Horvátországban Varasd megyében. Közigazgatásilag Novi Marofhoz tartozik.

## Fekvése
Varasdtól 17 km-re délre, községközpontjától 5 km-re délnyugatra az Ivaneci-hegységben a Lonja és Ivanščak-patakok közén fekszik.

## Története
A falunak 1857-ben 253, 1910-ben 496 lakosa volt. A trianoni békeszerződésig Varasd vármegye Novi Marofi  járásához tartozott. 2001-ben 87 háza és 273 lakosa volt.

## Külső hivatkozások
Novi Marof város hivatalos oldala Archiválva 2011. április 16-i dátummal a Wayback Machine-ben